# Yasunori Takada
Yasunori Takada (高田 保則?, Takada Yasunori; Yokohama, 22 febbraio 1979) è un ex calciatore giapponese, attaccante.